# コロッサス級航空母艦
コロッサス級航空母艦 (Colossus class aircraft carrier) は、イギリス海軍が第二次世界大戦中に計画した軽空母である。戦時急造空母として設計されたが、戦後も多くの国の海軍で使用され続け、最終的に2000年代前半まで運用された。
全16隻の建艦が予定されていたが、後期の6隻は一時建艦が中断され、より大型の艦載機を運用できるように改設計されたマジェスティック級として建造された。そのためコロッサス級として完成したのは10隻である。10隻のうち「パーシュース」と「パイオニア」は改設計の後、航空機整備艦として就役した。

## 建造までの経緯
第二次世界大戦の開戦以来、ドイツのUボートによって増大する船舶被害に対抗するため、イギリスはまず繋ぎとしてCAMシップ・MACシップを整備した後、アメリカ合衆国からのレンドリースを含む護衛空母の大量調達を図った。しかし、護衛空母の本来の任務は輸送船団の護衛であり、それらが低速や艦型の小ささにもかかわらずトーチ作戦で示されたような攻撃的任務を果たせるにせよ、イギリス海軍がそれを行うには圧倒的に数が不足していた（1942年末までに取得した護衛空母は延べ数で10隻でしかなく、すでに2隻が戦没していた）。
一方、イギリスの艦隊空母は開戦前から建造していたイラストリアス級のうち4隻が順次就役していたが、1942年8月までに「カレイジャス」、「グローリアス」、「アーク・ロイヤル」、「ハーミーズ」、「イーグル」と5隻の艦隊空母が戦没しており、次に完成する艦隊空母であるイラストリアス級5番艦（後のインプラカブル級空母「インプラカブル」）の就役は1944年と見込まれていた。さらには、航空機の援護のないドイツ海軍の戦艦「ビスマルク」を撃沈し、同様にマレー沖海戦で航空機の援護のない自軍の戦艦「プリンス・オブ・ウェールズ」を失った経験からも、護衛空母より優速な、艦隊行動に随伴できる空母を必要としていた。
そのため、安価だが能力が限られる護衛空母と高性能だが高価な艦隊空母の中間となる空母が求められ、1942年の初めに「1942年計画艦隊軽空母（1942 Design Light Fleet Carrier）」として結実した。これに基づき建造されたのが本級である。

## 設計

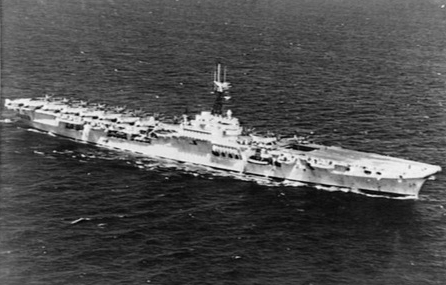
1951年に撮影されたコロッサス級2番艦「グローリー」

コロッサス級航空母艦はイラストリアス級航空母艦の設計を基礎としながらも、当初の計画で21ヶ月、改修を盛り込んだ艦で27ヶ月で完成させるため、排水量をほぼ半分近くまで縮小したうえで、軍艦の建造経験の乏しい造船所でも建造が容易なよう、軍艦ではなく商船の手法で設計されている。
しかしながら艦隊軽空母とされたことからイラストリアス級にわずかに及ばないだけの飛行甲板長を持ち、かつ搭載機数はイラストリアス級初期建造艦よりも多かった。懸案であった艦隊行動能力は、4万馬力の蒸気タービン2軸によって25ノットを発揮する一方で、装甲鈑の供給能力の不足から建造遅延の原因ともなったイラストリアス級で採用されていた飛行甲板への装甲（正確を期すのであれば装甲化された格納庫の天井が飛行甲板でもあった）は廃され、軍艦としての耐用年数はわずか3年にまで切り詰められている。

### 船体
限られた排水量で飛行甲板長（すなわち水線長）を確保する一方で、工期を短縮するための防御力への要求の切り下げから、「アークロイヤル」やイラストリアス級で行っていた船体幅が増加する水中防御は省かれ、結果、船体はLB比（水線長／幅）が8と、イラストリアス級の7.4と比して細長い船体となっている。
飛行甲板高は12.5mで、イラストリアス級（11.6m）より1m近く高いが飛龍（12.8m）や大鳳（12.5m）とほぼ同水準であり、空母としては比較的背の低い部類に属する。

### 兵装
本級では両用砲の搭載は行われていない。兵装は2ポンド機銃以下全て近接防空火器で、2ポンド4連装機銃2基をアイランド前後に、4基を飛行甲板前後左右1基ずつ計6基24丁と、甲板両舷各所に20基前後（コロッサスで19基）の40mm単装機銃を配置した。
航空機修理艦として完成した「パーシュース」、「パイオニア」の両艦は兵装を甲板上に配置しており、スポンソンはほとんどない。2ポンド4連装機銃3基12丁、20mm単装機銃10基10丁と門数も姉妹艦より少ない。

### 防御
戦時急造型である本級では直接防御は放棄され、機関・弾火薬庫に10mmの隔壁が張られたのみである。

### 機関
機関は1番艦「コロッサス」ではフィジー級軽巡洋艦の主機の半数を搭載し、その他の艦は同仕様で新造されたものを搭載した。構成はアドミラルティ式3胴型水管缶4基とパーソンズ式ギヤード・タービン2基で2軸推進4万馬力（400lb／平方インチ）である。配置は生残性向上のため前後機械室の中間に補機・ガソリン庫等を設けてスペースを空けたシフト配置が採用されている。
航続距離は重油3,196トンによって14ノットで1万2,000浬／20ノットで8,000海里／23ノットで6200浬であった。

### 航空艤装
格納庫は1段で136m×16mの広さと、エセックス級と同じ5.33mの高さを持つ。竣工時には2万ポンド（約9.1トン）の機体を66ノットで射出するBS3油圧カタパルトを艦首に1基装備した。着艦拘束装置とエレベータは1万5,000ポンドまでしか対応していなかったが、1949年から始まった改装でマジェスティック級と同じ2万ポンドにまで拡大されている。航空機修理艦の「パーシュース」、「パイオニア」はカタパルト、着艦拘束装置などが省かれ、代わりにそれらのスペースが格納庫の拡大に充てられた。
また「パーシュース」は1950年に蒸気カタパルトの試験艦に割り当てられ、1952年に撤去されるまで延べ1,560回の射出を行った。設置されたBXS-1はBS-4として制式化され、ストローク長によっていくつかのサブタイプがあるが、改装されたコロッサス級やマジェスティック級にも搭載されたものはジェット化された2万ポンドの機体を110ノットで射出できた。
その他、「トライアンフ」は1952年に斜め飛行甲板のテストを行っている。

### その他
乗員は艦の運用が854名、航空関連要員222名の計1076名である。

## 同型艦
当初は16隻が計画されたが、戦局の推移や設計変更からコロッサス級として10隻、マジェスティック級として6隻となり、コロッサス級から2隻が航空機修理艦へ割り当てられ、マジェスティック級の1隻が未成となったため、最終的には15隻が同型艦、準同型艦として完成した。イラストリアス級が過少な搭載機数、または格納庫を2層に拡大したものの格納庫の高さの不足が生じたことから搭載機種の制限が発生して急速に陳腐化したことから、マジェスティック級改正型としてセントー級4隻が1943年に計画されている。
第二次世界大戦に間に合ったコロッサス級は4隻であるが、貸与・売却などによりイギリス海軍を除いても延べ6カ国、1隻もイギリス海軍で就役しなかったマジェスティック級を含めれば7カ国で使用された。売却、転売の際に改装が繰り返されたことで機体規模に2万ポンドの制限はあるものの蒸気カタパルト、アングルド・デッキ、ミラーランディングシステムなどジェット機運用に必要な設備を与えられたこと、最終的なオペレータの財政事情のため、より大型の艦載機やそれらを搭載する空母への更新が行われなかったことなどから、1960年代末においても半数の8隻が各国海軍で空母としての任務に就いていた。最後まで現役にあったのはブラジル海軍の保有した「ミナス・ジェライス」（元「ヴェンジャンス」）だが、その退役は2001年、艦齢は55年に達していた。
| #   | 艦名                                 | 建造所                                                              | 起工            | 進水            | 就役            | 退役           | 備考 |
| --- | ------------------------------------ | ------------------------------------------------------------------- | --------------- | --------------- | --------------- | -------------- | --- |
| R15 | コロッサス （Colossus：巨像）        | ヴィッカーズ・アームストロング ニューカッスル・アポン・タイン造船所 | 1942年 6月19日  | 1943年 9月30日  | 1944年 12月16日 | 1974年 1月22日 | 1946年にフランス海軍へ貸与（後に購入）「アローマンシュ」となる。 1978年に解体。 |
| R62 | グローリー （Glory：栄光）           | ハーランド・アンド・ウルフ ベルファスト造船所                       | 1942年 11月8日  | 1943年 11月27日 | 1945年 4月2日   | 1956年         | 太平洋戦争、朝鮮戦争に参加。 1961年解体。 |
| R68 | オーシャン （Ocean：大洋）           | アレキサンダー・ステファン・アンド・サンズ                          | 1942年 11月8日  | 1944年 7月8日   | 1945年 8月8日   | 1960年         | 朝鮮戦争に参加。第二次中東戦争では物資の上陸に重要な役割を果たす。 1962年解体。 |
| R51 | パーシュース （Perseus：ペルセウス） | ヴィッカース・アームストロング ニューカッスル・アポン・タイン造船所 | 1943年 1月1日   | 1944年 3月26日  | 1945年 10月19日 | 1957年         | 航空機整備艦として竣工。当初、艦名は、エドガー (Edgar )が予定されていた。 1949年には蒸気カタパルトの実験を行った。1958年に解体。 |
| R76 | パイオニア （Pioneer：先駆者）       | ヴィッカーズ・アームストロング バロー造船所                         | 1942年 12月2日  | 1944年 5月20日  | 1945年 2月8日   | 1954年         | 航空機整備艦として竣工。当初、艦名はイサリオン（Ethalion）が予定されていた。 その後、マーズ (Mars )に変更され、更にパイオニアと変更されて就役。1954年解体。 |
| R64 | シーシュース （Theseus：テーセウス） | フェアフィールド ゴーヴァン造船所                                   | 1943年          | 1944年 7月6日   | 1946年 2月9日   |                | 朝鮮戦争の後第二次中東戦争ではオーシャンと共に物資輸送に参加。 1962年解体。 |
| R16 | トライアンフ （Triumph：凱旋）       | ホーソン・レスリー ニューカッスル・アポン・タイン造船所             | 1943年 1月27日  | 1944年 11月2日  | 1946年 5月      | 1975年         | 朝鮮戦争に参加。仁川上陸作戦では航空支援を務める。 1981年解体。 |
| R63 | ヴェネラブル （Venerable：尊ぶべき） | キャメル・レイアード                                                | 1942年 12月3日  | 1943年 12月30日 | 1945年 1月17日  | 1997年         | 第二次世界大戦では太平洋戦線に回され、戦後はそのままカナダ人・オーストラリア人戦争捕虜の本国移送任務に就く。 1948年オランダに売却「カレル・ドールマン」となる。 さらに1969年にアルゼンチンに売却「ベインティシンコ・デ・マヨ」となり、フォークランド紛争に参加して建造国のイギリスと対戦。 1997年に退役し、2000年にインドに曳航されスクラップにされた。 |
| R71 | ヴェンジャンス （Vengeance：復讐）   | スワン・ハンター                                                    | 1942年 11月16日 | 1943年 2月23日  | 1945年 1月15日  | 2001年         | 太平洋戦線で終戦を迎えた後香港の再占領に向かい、その後戦争捕虜の移送任務に就く。 1953年から1955年までオーストラリア海軍に貸与。 1956年にブラジルに売却「ミナス・ジェライス」となる。2001年に退役、2004年に解体。 |
| R31 | ウォリアー （Warrior：戦士）         | ハーランド・アンド・ウルフ ベルファスト造船所                       | 1942年 12月12日 | 1944年 5月20日  | 1946年 1月24日  | 1969年         | 竣工とほぼ同時にカナダ海軍に貸与。 1948年にイギリスに返却され、イギリス最初の水素爆弾実験に参加する。 朝鮮戦争に参加の後、1954年に改装を受け、このとき実験的に小角度のアングルド・デッキを設置している。 1958年アルゼンチンに売却「インデペンデンシア」となる。1971年に解体。                                                                           |